# Bramble
El bramble (/ˈbræmbəl/) es un cóctel creado por Dick Bradsell en la década de 1980 en Londres, Inglaterra. Es descrito como un cóctel primaveral, pues el bramble reúne ginebra seca, jugo de limón, jarabe de azúcar, rème de mûre y hielo picado. Bradsell también sugiere terminar el cóctel con algunas frutas rojas frescas (como moras, arándanos) y una rodaja de limón. Se parece mucho al popular Gin Fix.
Si no se dispone de la creme de mûre, muchos barman la sustituirían por la crema de cassis.

## Historia
El Bramble fue creado en Londres, en 1984, por Dick Bradsell. En ese momento, Bradsell trabajaba en un bar en Soho llamado Fred's Club, y quería crear un cóctel británico. Los recuerdos de moras en su infancia en la Isla de Wight le sirvieron de inspiración para Bramble.
El nombre de la bebida proviene del hecho de que los arbustos de mora se llaman zarzas.